# Lenin w Polsce
Lenin w Polsce (ros. Ленин в Польше) – polsko-radziecki film biograficzny z 1965 roku w reżyserii Siergieja Jutkiewicza.
Obraz przedstawia epizod z życia Włodzimierza Lenina, który w latach 1912–1914 przebywał w Galicji. Film idealizuje postać głównego bohatera.
Siergiej Jutkiewicz otrzymał za film drugą w swojej karierze nagrodę dla najlepszego reżysera na 19. MFF w Cannes.

## Obsada
- Maksim Sztrauch (Włodzimierz Lenin),
- Anna Lisjanskaja (Nadieżda Krupska, żona Lenina),
- Antonina Pawłyczewa (Jelizawieta Wasiliewna, matka Krupskiej),
- Ilona Kuśmierska (Ulka),
- Edmund Fetting (Jakub Hanecki),
- Krzysztof Kalczyński (Andrzej, narzeczony Ulki),
- Ludwik Benoit (strażnik w nowotarskim więzieniu),
- Tadeusz Fijewski (pisarz więzienny w Nowym Targu),
- Henryk Hunko (strażnik w nowotarskim więzieniu),
- Gustaw Lutkiewicz (sędzia śledczy),
- Kazimierz Rudzki (ksiądz proboszcz w Poroninie),
- Zbigniew Skowroński (Matyszczuk, żandarm w Poroninie),
- Jarema Stępowski (Józef Anhalt, właściciel foto-atelier "Souvenir" w Nowym Targu),
- Andrzej Jurczak (legionista w parowozowni),
- Alfred Łodziński (karczmarz)